# Vestlige Bug
 Denne artikel omhandler er en biflod til Narew i Wisłas afvandingsområde. Opslagsordet har også en anden betydning, se Bug.
Vestlige Bug eller Buh (polsk: Bug; ukrainsk: Західний Буг, tr. Zakhidnij Buh; hviderussisk: Захо́дні Буг, tr. Zakhódni Buh; russisk: Западный Буг tr. Zapadnyj Bug) er  en flod i Ukraine, Polen og Hviderusland, der udspringer i det podolske højland nær landsbyen Verkhobuzj i Lviv oblast. Vestlige Bug udmunder i Narewfloden nær Zegrzereservoiret, tæt på Narews udmunding i Wisla. Floden er 772 km lang og har et afvandingsareal på 39.400 km².
Vestlige Bug udgør 185 km af grænsen mellem Polen og Ukraine, samt 178 km af grænsen mellem Polen og Hviderusland,, og udgør dermed EUs østgrænse.
Indtil 1960'erne blev Narew anset for biflod til Bug. Bug er via floderne Mukhavets og Pripjat samt Dnepr-Bug kanalen forbundet med Dnepr. 